# 息長浄継
息長 浄継（おきなが の きよつぐ、生没年不詳）は、奈良時代の官人。名は清健（きよたけ）・清継とも記される。姓は連のち真人。官位は外従五位下・尾張介。

## 経歴
称徳朝の天平神護元年（765年）右京の人で内匠寮史生正八位上・息長清健が連姓から真人姓に改姓しており、浄継と同一人物ではないか、と言われている。息長連は応神天皇皇子稚渟毛二派王の後裔と称し、息長真人の一族とされる。天平神護2年（766年）従六位下から四階昇進して外従五位下に昇叙される（この時の名は浄継）。
その後、しばらく記録には現れないが、桓武朝の延暦5年（786年）になって木工助に任ぜられると、雅楽助を経て、延暦8年（789年）桓武天皇の皇太后高野新笠の喪葬に際して、藤原継縄らとともに御葬司を務める。翌延暦9年（790年）尾張介として地方官に転じた。

## 官歴
『続日本紀』による。
- 時期不詳：正八位上・内匠寮史生
- 天平神護元年（765年）7月8日：連から真人に改姓
- 時期不詳：清健から清継（浄継）に改名?
- 時期不詳：従六位下
- 天平神護2年（766年）9月19日：外従五位下
- 延暦5年（786年）10月8日：木工助
- 時期不詳：雅楽助
- 延暦8年（789年） 12月29日：御葬司（皇太后・高野新笠葬儀）
- 延暦9年（790年）3月25日：尾張介